# Albin Granlund
Albin Granlund, född 1 september 1989 i Pargas, är en finlandssvensk fotbollsspelare som spelar för finska FC Inter Åbo. Granlund är högerfotad men är van vid att spela både vänster och högerback.

## Biografi
Albin Granlund växte upp i Pargas. Han började spela fotboll som femåring och ishockey som sexåring. Han hade talang i båda grenarna och hade därför svårt att välja. Granlund spelade ishockey tills han var i 15-16-årsåldern och satsade sedan helt på fotboll.
Som yngre var Albin Granlund mycket kortväxt, vilket gjorde att han var tvungen att kämpa mer än sina jämnåriga men mer storväxta spelkamrater. Han tränade hårt, och då han slutligen började växa gick han om sina jämnåriga i styrka.

## Klubbkarriär
Den 15 november 2017 meddelade Örebro SK att Granlund skrivit på ett kontrakt fram över säsongen 2020. Efter säsongen 2020 lämnade han klubben.
I januari 2021 värvades Granlund av polska Stal Mielec.
Den 12 augusti 2022 värvades Granlund av finska IFK Mariehamn

## Meriter

### Klubblag
IFK Mariehamn
- Finlands cup: 2013, 2015
- Tipsligan: 2016[8]

### Individuella
- Tipsligans bästa högerback 2017 – utsedd av Finlands sportjournalister[9]